# 江景波
江景波（1927年7月12日—2020年2月15日），男，福建福州人，中华人民共和国政治人物、教育家，曾任同济大学校长，中国民主同盟中央委员会副主席、名誉副主席。